# Dombeya leandrii
Dombeya leandrii är en malvaväxtart som beskrevs av Arenes. Dombeya leandrii ingår i släktet Dombeya och familjen malvaväxter. Utöver nominatformen finns också underarten D. l. soalalensis.